# Apple Records
Apple Records je diskografska tvrtka koju su osnovali članovi sastava The Beatles 1968., kao jednu od podružnica dioničkog društva Apple Corps Ltd. 
Ova diskografska kuća zamišljena je tako da prvenstveno pomogne Beatlesima kao kolektivu ali i svakom članu ponaosob u promociji i produkciji njihovih radova. 
Apple je ekluzivmo zastupao i vlastite autore i sastave, koje su Beatlesi otkrili i podržavali poput; Mary Hopkin, James Taylora, Badfingera, Billy Prestona.... 
Ali od sredine 1970-ih to se svelo na izdavanju glazbenog materijala bivših Beatlesa. Od 1969. – 1978. godine kuću vodi Allen Klein. Od 1978. godine Apple je vodio Neil Aspinall, sve do svog umirovljenja 2007. godine, njega je naslijedio Jeff Jones, koji vodi tvrtku danas.

## Vanjske poveznice
- Kompletna diskografija Apple Recordsa
- Financjska pozadina tvrtke Apple  Arhivirana inačica izvorne stranice od 1. lipnja 2009. (Wayback Machine)